# Асада, Мао
Ма́о Аса́да (яп. 浅田真央 Асада Мао, родилась 25 сентября 1990, Нагоя) — японская фигуристка, выступавшая в одиночном катании. Серебряный призёр Олимпийских игр (2010), трёхкратная чемпионка мира (2008, 2010, 2014), трёхкратная чемпионка четырёх континентов (2008, 2010, 2013), вторая в истории четырёхкратная победительница финалов Гран-при (2005, 2008, 2012, 2013), чемпионка мира среди юниоров (2005) и шестикратная чемпионка Японии (2006—2009, 2011, 2012).
На Олимпиаде-2010 стала первой женщиной, прыгнувшей три тройных акселя на одном соревновании.
По состоянию на март 2014 года занимала первое место в рейтинге Международного союза конькобежцев.
В 2017 году завершила спортивную карьеру.

## Личная жизнь
Мао Асада родилась в городе Нагоя, в Японии. Она была названа в честь знаменитой японской актрисы Мао Дайти. Сначала Мао посещала школу Nagoya International School. Но после первого класса перевелась и закончила Takabari Elementary School, а потом и среднюю школу Takabaridai Junior High. 15 марта 2009 года она получила диплом об окончании старшей школы Chukyo High School. А после этого поступила в университет Chukyo University, расположенный в её родном городе.
Старшая сестра Мао, Май Асада — тоже известная в прошлом фигуристка: на чемпионате четырёх континентов 2006 года она заняла шестое место, в настоящее время выступает в ледовых шоу.
В декабре 2011 года Мао Асада снялась с финала Гран-при в Квебеке (Канада) и срочно отправилась в Японию из-за известия о критическом состоянии здоровья её матери, но не успела вернуться домой — её мать скончалась, когда спортсменка находилась в дороге.

## Карьера

### Начало карьеры
Мао Асада, как и её старшая сестра, с раннего детства интересовалась балетом. Педагоги посоветовали им заняться фигурным катанием, чтобы укрепить голеностопы. Тогда девочки увлеклись коньками.
В сезоне 2002—2003 Мао выиграла национальный чемпионат среди новичков и получила приглашение на юниорский чемпионат Японии, где заняла четвёртое место. Она также выступила и на взрослом чемпионате, став седьмой.
В следующем сезоне Асада повторила свои достижения на начальном и юниорском чемпионатах, а на взрослом стала восьмой. Также она выступила на своём первом международном турнире — Mladost Trophy — и выиграла его.

### Сезон 2004—2005
В сезоне 2004—2005 Мао могла выступать только на юниорских международных соревнованиях. Выиграв оба своих этапа Гран-при, она также победила в финале с преимуществом в 35,08 баллов над занявшей второе место Ким Ён А. Затем Мао выиграла чемпионат Японии среди юниоров и попала в сборную на чемпионат мира. Серебряным призёром того же первенства стала её старшая сестра Май, которая опережала Мао два предыдущих года.
Благодаря достигнутым результатам, она получила приглашение на взрослый чемпионат Японии, где заняла второе место. На чемпионат мира среди взрослых Мао не попала, так как ещё не достигла соответствующего возраста, зато выиграла чемпионат мира среди юниоров с преимуществом в 20,31 баллов над серебряной медалисткой Ким Ён А.

### Сезон 2005—2006
Мао, уже готовая перейти с юниорского на взрослый уровень, не была допущена на Олимпиаду-2006, так как на 1 июля 2005 года ей ещё не исполнилось 15 лет.
Её первым этапом во взрослой серии Гран-при стал турнир «Cup of China» — там она выиграла серебряную медаль, ровно на 3 балла опередив будущую Олимпийскую чемпионку Сидзуку Аракаву. Затем Мао выиграла свой следующий этап «Trophée Eric Bompard» с преимуществом в 7,30 баллов над занявшей второе место Сашей Коэн — будущим серебряным призёром зимних Олимпийских игр 2006 года. Золотая медаль в Париже и серебряная в Пекине гарантировали Мао попадание в финал Гран-при. Она выиграла этот турнир с преимуществом в 8,14 баллов над Ириной Слуцкой — будущей бронзовой медалисткой Олимпиады-2006.
На чемпионате Японии Мао заняла второе место, следом за Фумиэ Сугури. На том соревновании она стала первой в истории женщиной, выполнившей два тройных акселя в произвольной программе. Не попав на Олимпийские игры, она отправилась на чемпионат мира среди юниоров, где была действующей чемпионкой. Там ей предстояло сразиться с Ким Ён А — победительницей финала Гран-при среди юниоров. Асада заняла второе место, уступив Ким 24,19 балла и на 18,21 опередив бронзовую медалистку Кристин Зуковски. Тогда она стала первой женщиной, выполнившей тройной аксель в короткой программе соревнований, проводящихся под эгидой ИСУ.

### Сезон 2006—2007
Сезон начался с соперничества с Ким Ён А, также перешедшей на взрослый уровень. На своём первом этапе Skate America 2006 Мао завоевала бронзовую медаль, уступив Мики Андо и Кимми Майсснер. Она выиграла короткую программу, но в произвольной заняла только четвёртое место, набрав в итоге 171,23 балл. Для победы ей не хватило 21,36 балла. Она выиграла следующий этап NHK Trophy с суммой 199,52, опередив Фумиэ Сугури на 20,21 баллов. На этом турнире она установила мировой рекорд по сумме обеих программ по новой судейской системе ИСУ. После этого Асада попала в финал Гран-при, где ей предстояло защищать свой титул прошлогодней победительницы. Она заняла второе место, набрав 172,52 балла и отстав от Ким Ён А на 11,68. Выиграв короткую программу, в произвольной, как и на Skate America, она заняла только четвёртое место.
Затем Мао выиграла чемпионат Японии, опередив Мики Андо на 26,11 и Юкари Накано на 32,04 балла. После короткой программы на чемпионате мира она занимала пятое место, на 10,03 отставая от лидировавшей Ким Ён А. Но выиграла произвольную программу с суммой 133,13, установив новый мировой рекорд, продержавшийся восемь месяцев. Она завоевала серебряную медаль со 194,95 баллами, на 0,64 уступив Мики Андо и на 8,31 баллов опередив бронзовую медалистку Ким Ён А.

### Сезон 2007—2008
В этом сезоне Мао впервые выступила на этапе Skate Canada. Она выиграла этот турнир, опередив Юкари Накано и став третьей в короткой и первой в произвольной программах. Мао также выиграла и следующий этап — Trophée Eric Bompard. В короткой программе в финале Гран-при Асада не исполнила обязательный прыжок и набрала 59,04 баллов, став последней на данном этапе. Затем она выиграла произвольную программу с суммой 132,55 и завоевала серебряную медаль несмотря на серьёзную ошибку в короткой программе. В сумме она набрала 191,59 баллов, всего лишь на 5,24 меньше, чем у Ким Ю На, повторившей своё прошлогоднее достижение, и на 12,66 больше бронзовой медалистки Каролины Костнер.
Как и в предыдущем году, Мао выиграла чемпионат Японии, набрав 205,33 баллов — с очень маленьким отрывом в 1,15 от занявшей второе место Мики Андо — действующей чемпионки мира. На чемпионат мира были заявлены Асада, Андо и Накано; на чемпионат четырёх континентов вместо Юкари Накано попала Акико Судзуки. Мао впервые выступала на этом турнире. Выиграв обе программы, она победила с отрывом в 13,71 баллов от занявшей второе место Джоанни Рошетт. Расставшись с тренером перед чемпионатом четырёх континентов, Мао Асада выступила там и на чемпионате мира сама. Представитель Федерации конькобежного спорта Японии, как и положено, находился рядом со спортсменкой.
20 марта 2008 года, заняв вторые места в обеих программах, Мао Асада стала чемпионкой мира. В короткой программе она набрала 64,10 балла, на 0,18 уступив Каролине Костнер. А в начале произвольной Мао упала при исполнении тройного акселя, поэтому оценка была снижена на 1 и составила 121,46 балл. В сумме она набрала 185,56 баллов, на 0,88 больше занявшей второе место Каролины Костнер. Ким Ю На, выигравшая произвольную программу со 123,38 баллами и опередившая Мао на 1,92 балл, стала бронзовым призёром. Мики Андо снялась с соревнований в середине своей произвольной из-за травмы. Места Асады и Юкари Накано, ставшей четвёртой, обеспечили выступление трёх представительниц от Японии на следующем чемпионате мира.

### Сезон 2008—2009
Мао Асада была заявлена на два этапа серии Гран-при: Trophée Eric Bompard и NHK Trophy. На первом из них она заняла второе место, набрав 167,59 и уступив Джоанни Рошетт 12,54 баллов. Затем она выиграла следующий этап с суммой 191,13 баллов, на 23,49 опередив Акико Судзуки. Благодаря таким результатам, она прошла в финал Гран-при.
В короткой программе финала, Асада была второй, набрав 65,39 баллов и на 0,56 отставая от Ким Ён А. За произвольную она получила 123,17 и выиграла этот этап, а также и финал в целом, с суммой 188,55 баллов. Тогда она вошла в историю фигурного катания, выполнив два тройных акселя на соревновании, причём один из них в каскаде с двойным тулупом.
После этого Мао нужно было защищать титул на чемпионате Японии. Её второй прыжок в короткой программе был снижен с каскада «тройной флип — тройной риттбергер» до одинарного риттбергера. Из-за этой ошибки она получила 65,20 баллов и заняла второе место следом за Юкари Накано. Хоть Мао и выполнила шесть тройных прыжков в произвольной, но оценки за три из них были снижены, включая два тройных акселя, которые судьи сочли недокрученными. Ей поставили 117,15 баллов в произвольной и 182,45 в сумме. Заняв вторые места в обеих программах, Мао, тем не менее, выиграла национальное первенство.
На чемпионат четырёх континентов, проходивший в канадском Ванкувере, Мао Асада поехала в качестве действующей чемпионки. Однако в короткой программе она была лишь шестой, набрав 57,86 баллов. У Ким Ён А, лидировавшей на этом этапе, было 72,24. Асада отыгралась в произвольной, выиграв её с суммой 118,66 баллов. Первый из тройных акселей, исполненных Мао, был понижен до одинарного, но следующий был успешным, принеся ей 8,80 баллов. Она также выполнила каскады «тройной флип — двойной риттбергер — двойной риттбергер» и «тройной флип — двойной риттбергер» . Её тройной тулуп был понижен до двойного, но она закончила программу с обычными: двойным акселем, спиралями, вращениями и дорожкой шагов. В итоге, Мао заняла третье место следом за Ким Ён А и Джоанни Рошетт.
После короткой программы на чемпионате мира Мао была третьей, набрав 66,06 баллов, на 10,06 уступая Ким Ён А. С произвольной она не справилась, заняв четвёртое место с суммой 122,03 баллов. И заняла итоговое четвёртое место, набрав 188,09 баллов и уступив 19,62 победительнице — Ким Ён А.
Последним турниром сезона стал первый командный чемпионат мира. В короткой программе Мао набрала 75,84 баллов, установив наилучшее личное достижение, и возглавила соревнование среди женщин. Она лидировала и в произвольной, набрав 126,03 баллов, и победила с общей суммой 201,87 — ещё одним личным достижением. Команда Японии заняла третье место на турнире, уступив США и Канаде.

### Сезон 2009—2010
Мао была заявлена на следующие этапы Гран-при: Trophée Eric Bompard и Rostelecom Cup. Сезон она начала слабо, выиграв «серебро» на первом этапе с отставанием на 36,04 от Ким Ён А. На втором своём этапе она справилась только с двумя тройными прыжками в произвольной программе и заняла пятое место. Из-за этого Мао не попала в финал Гран-при.
На чемпионате Японии она была первой в обоих видах программы. В короткой Мао набрала 69,12, а в произвольной 135,50 баллов. Она выиграла с суммой 204,62, опередив серебряную медалистку Акико Судзуки на 8,72 баллов.
В короткой программе чемпионата четырёх континентов Мао набрала 57,22 баллов, недокрутив тройной аксель, сорвав тройной флип и получив штраф по времени на 1,00 балл. Затем, она выиграла произвольную со 126,74 баллами, на 11,9 опередив Акико Судзуки. Мао выиграла золотую медаль, набрав в сумме 183,96. Акико Судзуки набрала на 10,24 баллов меньше и стала второй.
23—25 февраля Мао Асада выступала на зимних Олимпийских играх в Ванкувере. В короткой программе она выполнила каскад «тройной аксель — двойной тулуп», тройной флип и двойной аксель, а также получила четвёртый уровень за все свои спирали и вращения. Мао набрала 73,78 баллов и стала второй на этом этапе соревнований В произвольной программе она успешно выполнила два тройных акселя, но сделала ошибки в других прыжках. Получив 131,72 балла, она выиграла серебряную медаль с общей суммой 205,50. За исполнение трёх тройных акселей на одном соревновании её имя было занесено в книгу рекордов Гиннесса.
На чемпионате мира Мао была второй после исполнения короткой программы, набрав 68,08 баллов и на 2,32 отставая от Мирай Нагасу. Тройной аксель, исполненный ею в каскаде с двойным тулупом в произвольной программе был понижен до двойного, но остальные элементы были исполнены безупречно. Мао снова заняла второе место с суммой 129,50 баллов, на 0,99 уступив Ким Ён А. В итоге, она набрала 197,58 баллов и во второй раз в карьере стала чемпионкой мира.

### Сезон 2010—2011
Мао Асада была заявлена на участие в NHK Trophy и Trophée Eric Bompard. На первом турнире она была восьмой после короткой программы, набрав 47,95 баллов. Сделав ошибки почти во всех прыжках в обеих программах и набрав в произвольной всего 85,45 баллов, она заняла восьмое место с суммой 133,40. На следующем турнире она была седьмой в короткой программе, набрав 50,10 баллов, а в произвольной стала пятой с оценкой 97,92. В итоге, фигуристка заняла 5-е место с суммой 148,02 баллов и не попала в финал Гран-при.
На чемпионате Японии она была первой после короткой программы и второй после произвольной, завоевав серебряную медаль с общей суммой 193,69 баллов.
На чемпионате четырёх континентов Мао была второй в обеих программах, набрав 63,41 балла в короткой и 132,89 в произвольной. Набрав 196,30 баллов, она завоевала серебряную медаль, отстав от Мики Андо на 5,04 балла.
На чемпионате мира Мао заняла седьмое место в короткой программе и шестое в произвольной, оставшись в итоге на шестом месте с суммой 172,79 балла.

### Сезон 2011—2012
В короткой программе на NHK Trophy Мао исполнила свою новую программу «Шахерезада», хореографом-постановщиком которой была Татьяна Тарасова, набрав 58,32 баллов, она заняла третье место. В произвольной программе она была первой, набрав 184,45 балла, и, в итоге, выиграла серебряную медаль, отстав от Акико Судзуки на 1,79.
На Rostelecom Cup фигуристка заняла первое место, опередив россиянок Алёну Леонову и Аделину Сотникову. За безупречную дорожку шагов она получила четвёртый уровень сложности и +1.30 GOE. Эта победа позволила ей пройти квалификацию для участия в финале Гран-при. Но Мао снялась с соревнований, получив известие, что её мать серьёзно больна. Она не успела вернуться — её мама скончалась от цирроза печени в больнице Nagoya Hospital, пока Мао возвращалась в Японию.
Несмотря на большое горе, Мао победила на национальном первенстве, завоевав пятый титул в своей карьере, и попала на чемпионат мира, прошедший в Ницце, где заняла шестое место.
Хореограф Людмила Власова вспоминала, как ставила Мао произвольную программу «Лебединое озеро»: «Из-за языкового барьера мы мало говорили, но это и не было особо нужно: Мао понимала с полуслова, что я хочу в неё вложить. Удивительно, ведь она человек совершенно другого менталитета, но каталась будто русская фигуристка. Она училась, как воду выпивала: покажешь раз, и Мао делает».

### Сезон 2013—2014
В феврале 2014 года Мао приняла участие в Зимних Олимпийских играх в Сочи, где крайне неудачно выполнила свою короткую программу. Произвольная программа была ею исполнена блестяще, однако, несмотря на высокие оценки, по сумме результатов она не смогла претендовать на призовые места.
На последнем старте сезона — постолимпийском чемпионате мира, который проходил на родине фигуристки в японском городе Саитаме, 27 марта Мао Асада блестяще выступила в короткой программе и выиграла её с результатом 78,66 баллов, установив новый мировой рекорд в короткой программе, который ранее принадлежал Ким Ён А, установленный на зимних олимпийских играх 2010 года в Ванкувере. 29 марта Мао победила и в произвольной программе, набрав 138,03 балла и опередив на 6 баллов занявшую итоговое второе место россиянку Юлию Липницкую, а по итогам короткой и произвольной программ получила 216,69 баллов (что является личным рекордом), став трёхкратной чемпионкой мира.
В мае 2014 года Мао Асада официально объявила о том, что пропустит соревновательный сезон 2014/2015,и будет выступать только в коммерческих представлениях. В мае 2015 года Мао объявила о возвращении в любительский спорт.

### Сезон 2015—2016
Сезон после отдыха она начала на этапе Гран-при Ауди Кубок Китая. Фигуристка уверенно выступила и заняла в сложной борьбе первое место. На домашнем этапе Гран-при Японии NHK Trophy Мао заняла итоговое третье место и получила право выступить в финале Гран-при в Барселоне, где заняла последнее 6 место. На национальном чемпионате она финишировала на третьей позиции. Незадолго до старта континентального чемпионата фигуристка получила травму и пропустила его. В начале апреля в Бостоне на мировом чемпионате, японская фигуристка сумела пробиться в восьмёрку лучших одиночниц мира.

### Сезон 2016—2017
Новый предолимпийский сезон японская фигуристка начала в Финляндии на турнире Finlandia Trophy, выступление можно признать удачным. Она шла на третьем месте после короткой программе, однако сумела выиграть произвольную и финишировала на первом месте. В середине октября фигуристка выступала на этапе Гран-при в Чикаго, где на Кубке Америки заняла место в середине турнирной таблице. В середине ноября японка выступала на этапе Гран-при в Париже, где на турнире Trophée de France финишировала в середине турнирной таблице. На чемпионате Японии в декабре в Осаке выступила совсем неуверенно и заняла 12 место.
10 апреля 2017 года Мао заявила о завершении спортивной карьеры.

## Прыжковая техника и характерные движения
В течение первых двух лет на международной арене Мао Асада прославилась своим «фирменным» элементом — бильманом с перекрёстным захватом. Она также известна исполнением бильмана с удержанием ноги одной рукой.
В 12 лет Мао выполнила свой первый тройной аксель. Она первая женщина, исполнившая каскад из трёх тройных прыжков на национальном первенстве, это был «тройной флип — тройной риттбергер — тройной тулуп». В 14 лет Мао успешно выполнила тройной аксель в произвольной программе в финале серии юниорского Гран-при, прошедшем в декабре 2004 года в Хельсинки (Финляндия). Она стала первой юниоркой, выполнившей этот прыжок на международных соревнованиях и с тех пор известна стабильным исполнением тройного акселя.
Начиная с сезона 2007—2008 критерии оценки начала и приземления прыжков стали более строгими. Поэтому судьи начали штрафовать Мао за недокруты и ошибку смены ребра в лутце, в разговоре именуемую «флутц».
Мао имеет проблемы с исполнением тройного тулупа, а также до 2008 года не включала в свои программы сальхов. Ранее она утверждала, что сальхов — первый из выученных ею тройных прыжков и у неё нет проблем с чистым исполнением, но в программах его использовать неудобно, потому что это наименее любимый ею прыжок. Мао добавила тройной сальхов в произвольную программу, исполненную на «NHK Trophy» и в финале Гран-при сезона 2008—2009.
Обычно Мао использует тройной тулуп в качестве второго прыжка каскадов, в особенности после тройного флипа. Впервые она выполнила такой каскад в сезоне 2004—2005. В 2006—2007 она исполняла «двойной аксель — тройной тулуп», но в следующем сезоне опять вернулась к прежнему каскаду.
В сезоне 2008—2009 Мао сделала каскад «тройной аксель — двойной тулуп», который был впервые безошибочно исполнен в финале Гран-при. На том же самом турнире она стала первой женщиной, прыгнувшей два тройных акселя на одном соревновании. Она, также, единственная женщина, удачно исполнившая три тройных акселя в течение одного соревнования, проводимого под эгидой ИСУ.

## Смена тренеров
Мао Асада первоначально тренировалась в Японии, в августе 2006 года она переехала в Лейк-Эрроухед (Калифорния, США), где начала тренироваться у Рафаэля Арутюняна. Здесь она была в состоянии избежать переполненных катков, а также давления японских СМИ.
Перед чемпионатом четырёх континентов 2008 года Мао неожиданно порвала с Арутюняном и возвратилась в Японию, где стала тренироваться на Aurora Rink — новом катке своего будущего университета, на котором она имела неограниченный лимит времени. Она сама, без тренера, отправилась на чемпионат мира и выиграла его.
Летом 2007 года спортсменка брала дополнительные уроки в России — у Татьяны Тарасовой, в то время как Арутюнян оставался её основным тренером. Следующим летом, уже после расставания с Рафаэлем, она опять поехала в Россию, где официально объявила, что её новым тренером будет Тарасова. Фигуристка продолжила тренироваться в Нагое, периодически или она приезжала в Москву, или Тарасова навещала её в Японии; также тренер сопровождала её на важнейшие старты. Постоянно в Японии с Асадой находилась ассистентка Тарасовой — Жанна Фолле. Это сотрудничество вызывало массу дебатов — насколько оно эффективно, если Мао видится с наставницей лишь эпизодически.
После чемпионата мира 2010 года Татьяна Тарасова и Мао Асада пришли к решению завершить свои отношения как тренер и ученица. 17 июня 2010 года Мао объявила, что её новым тренером по прыжкам станет Хироси Нагакубо. В сентябре того же года новым тренером Мао Асады стал Нобуо Сато, отношения с Нагакубо были разорваны.

## Программы
| Сезон     | Короткая программа | Произвольная программа | Показательные |
| --------- | --- | --- | --- |
| 2016—2017 | Ritual Fire Dance Артур Рубинштейн хореограф Лори Никол                                                                  | En la cueva — La noche Pantomime El aparecido (из балета «El amor brujo») Manuel de Falla Ritual Fire Dance Артур Рубинштейн хореограф Лори Никол | Cello Suites Иоганн Себастьян Бах хореограф Лори Никол |
| 2015—2016 | Bei Mir Bistu Shein Sholom Secunda в исполнении Элла Фицджеральд хореограф Лори Никол                                    | Madama Butterfly Джакомо Пуччини хореограф Лори Никол                                                                                             | Puttin' On the Ritz Ирвинг Берлин в исполнении Фред Астер хореограф Лори Никол |
| 2014—2015 | Не участвовала в соревнованиях                                                                                           | Не участвовала в соревнованиях | This Little Light of Mine Harry Dixon Loes в исполнении Йо Йо Ма и Амелия Зирин Браун хореограф Лори Никол                                                                              |
| 2013—2014 | Ноктюрн № 2 в ми-бемоль мажор Фредерик Шопен хореограф Лори Никол                                                        | Концерт для фортепиано с оркестром № 2 Сергей Рахманинов хореограф Татьяна Тарасова                                                               | Улыбка Чарли Чаплин в исполнении певицы IMA хореограф Лори Никол |
| 2012—2013 | I Got Rhythm Джордж Гершвин хореограф Лори Никол                                                                         | «Лебединое озеро» Пётр Ильич Чайковский хореограф Татьяна Тарасова                                                                                | Мэри Поппинс хореограф Лори Никол |
| 2011—2012 | «Шехерезада» Николай Римский-Корсаков хореограф Татьяна Тарасова                                                         | Liebesträume Ференц Лист хореограф Лори Николь | Вальс Op. 64 № 2 Фредерик Шопен хореограф Татьяна Тарасова |
| 2010—2011 | Танго из саундтрека к фильму «Агония» Альфред Шнитке хореограф Татьяна Тарасова                                          | Liebesträume Ференц Лист хореограф Лори Никол | Баллада № 1, Op.23 № 2 Фредерик Шопен хореограф Татьяна Тарасова |
| 2009—2010 | Вальс из балета «Маскарад» Арам Хачатурян хореограф Татьяна Тарасова                                                     | Прелюдия, Op.3 № 2 Сергей Рахманинов хореограф Татьяна Тарасова                                                                                   | Каприччио № 24 Никколо Паганини хореограф Татьяна Тарасова |
| 2008—2009 | Claire de Lune Клод Дебюсси хореограф Лори Никол                                                                         | Вальс из балета «Маскарад» Арам Хачатурян хореограф Татьяна Тарасова                                                                              | Por una cabeza саундтрек к фильму «Запах женщины» Карлос Гардель и Альфредо Ле Пера & Payadora Джулиан Плаза хореограф Татьяна Тарасова Sing, Sing, Sing Луи Прима хореограф Лори Никол |
| 2007—2008 | Фантазия для скрипки с оркестром из фильма «Дамы в лиловом» Найджел Хесс исполнил Джошуа Белл хореограф Татьяна Тарасова | Fantaisie-Impromptu Фредерик Шопен хореограф Лори Никол                                                                                           | So Deep Is The Night Этюд, Op.10 № 3 Фредерик Шопен вокалистка Лесли Гарретт хореограф Лори Никол                                                                                       |
| 2006—2007 | Ноктюрн Op.9 № 2 Фредерик Шопен хореограф Лори Никол                                                                     | Чардаш Витторио Монти хореограф Лори Никол | Habanera из оперы «Кармен» Жорж Бизе вокалистка Филиппа Джиордано хореограф Лори Никол                                                                                                  |
| 2005—2006 | Кармен Жорж Бизе хореографы Матико Ямада и Михоко Хигути                                                                 | Щелкунчик Пётр Ильич Чайковский хореограф Лори Никол                                                                                              | Over the Rainbow Гарольд Арлен вокалистка Ева Кессиди хореограф Лори Никол |
| 2004—2005 | Over the Rainbow Гарольд Арлен хореограф Ли Энн Миллер                                                                   | La Boutique Fantastique Джоаккино Россини и Отторино Респиги хореограф Ли Энн Миллер                                                              | Pick Yourself Up Натали Коул хореографы Матико Ямада и Михоко Хигути |
| 2003—2004 | Оркестровая сюита из фильма «Моя дочь 2» Клифф Айделмен хореографы Матико Ямада и Михоко Хигути                          | Вальс-скерцо в до мажор Op.34 Пётр Ильич Чайковский хореографы Матико Ямада и Михоко Хигути                                                       | Habanera из оперы «Кармен» Жорж Бизе хореографы Матико Ямада и Михоко Хигути |
| 2002—2003 | Say Hey Kids хореографы Матико Ямада и Михоко Хигути                                                                     | Inca Dance and Andes Cusco хореографы Матико Ямада и Михоко Хигути                                                                                | |

## Спортивные достижения

### Результаты после 2008 года
| Соревнования/Сезоны                  | 2008—2009 | 2009—2010 | 2010—2011 | 2011—2012 | 2012—2013 | 2013—2014 | 2015—2016 | 2016—2017 |
| ------------------------------------ | --------- | --------- | --------- | --------- | --------- | --------- | --------- | --------- |
| Зимние Олимпийские игры              |           | 2         |           |           |           | 6         |           |           |
| Чемпионаты мира                      | 4         | 1         | 6         | 6         | 3         | 1         | 7         |           |
| Чемпионаты четырёх континентов       | 3         | 1         | 2         | 2         | 1         |           |           |           |
| Чемпионаты Японии                    | 1         | 1         | 2         | 1         | 1         | 3         | 3         | 12        |
| Финалы Гран-при                      | 1         |           |           |           | 1         | 1         | 6         |           |
| Этапы Гран-при: Cup of Russia        |           | 5         |           | 1         |           |           |           |           |
| Этапы Гран-при: Trophée Eric Bompard | 2         | 2         | 5         |           |           |           |           | 9         |
| Этапы Гран-при: NHK Trophy           | 1         |           | 8         | 2         | 1         | 1         | 3         |           |
| Этапы Гран-при: Cup of China         |           |           |           |           | 1         |           | 1         |           |
| Этапы Гран-при: Skate America        |           |           |           |           |           | 1         |           | 6         |
| Finlandia Trophy                     |           |           |           |           |           |           |           | 2         |
| Командный чемпионат мира             | 1/3*      |           |           |           | 5/3*      |           |           |           |

- * — место в личном зачете/командное место

### Результаты до 2008 года
| Соревнования/Сезоны                  | 2002—2003 | 2003—2004 | 2004—2005 | 2005—2006 | 2006—2007 | 2007—2008 |
| ------------------------------------ | --------- | --------- | --------- | --------- | --------- | --------- |
| Чемпионаты мира                      |           |           |           |           | 2         | 1         |
| Чемпионаты четырёх континентов       |           |           |           |           |           | 1         |
| Чемпионаты мира среди юниоров        |           |           | 1         | 2         |           |           |
| Чемпионаты Японии                    | 7         | 8         | 2         | 2         | 1         | 1         |
| Финалы Гран-при                      |           |           |           | 1         | 2         | 2         |
| Этапы Гран-при: Trophée Eric Bompard |           |           |           | 1         |           | 1         |
| Этапы Гран-при: Skate Canada         |           |           |           |           |           | 1         |
| Этапы Гран-при: Skate America        |           |           |           |           | 3         |           |
| Этапы Гран-при: NHK Trophy           |           |           |           |           | 1         |           |
| Этапы Гран-при: Cup of China         |           |           |           | 2         |           |           |